# ナマズのいた夏
『ナマズのいた夏』（ナマズのいたなつ）は、中川究矢監督の日本映画。2025年2月8日劇場公開。

## 概要
『あ・く・あ 〜ふたりだけの部屋〜』で組んだ映画監督・中川究矢と脚本家・平谷悦郎が再び手を組んだ青春群集劇。中川によれば、2020年にCOVID-19での緊急事態宣言が出ていたころ、撮影で千葉の印旛沼水系の川の側で野宿し、徹夜で外来種のカミツキガメとアメリカナマズを狙っていたことが発想の発端となり、同じタイミングで日本で働く外国人技能実習生問題がメディアで取り上げられていたことを組み合わせ、衰えゆく地方都市を舞台に映画製作することを決めた。ヒロインを務める架乃ゆらは「田舎町に現れた、幼い頃に別れた父親を捜すデリヘル嬢」という難役に挑んだ。主題歌は寺尾紗穂の「川辺にて」。撮影は2023年夏に行われた。

## あらすじ
遠山達生は亡くなった友人の墓前で旧友の高木哲也と再会。なぜ友人は死んでしまったのかをあれこれ考えていた。元釣り堀バイト時代の同僚・佐伯結衣とも合流し、数日間を故郷で過ごすことにした。達生の父は工場を営んでおり、達生の住むアパートの隣の部屋には勤務するベトナム人たちが住んでいた。哲也は彼らの境遇に自分の過去を重ね合わせた。

## 登場人物
遠山達生
演 ‐ 中山雄斗
大学卒業後やることを見出せず、都内で一人暮らしする若者。中学時代の友人の死がトラウマとなり、彼の墓参りと釣りのために度々地元に帰っている。親は工場経営者だが、何らかの理由で疎遠となっており継ぐ気持ちはない。ただし工場の寮の一室を釣り道具置き場と里帰り時のホテル代わりに使用している。
佐伯結衣
演 ‐ 架乃ゆら
達生の釣り堀バイト時代の同僚。ただし釣りには興味がない。達生らに隠しているが現在の職業はデリヘル嬢であり、たまたま近隣に出張していたため、達生らに合流する。
演じる架乃いわく「複雑な背景を持ってはいますけど、ある意味等身大な女の子」。
高木哲也
演 ‐ 松山歩夢
達生の小学校時代の同級生。大学までサッカーを続けたスポーツ青年で、誰とでもすぐ打ち解ける単純明快な性格。しかしサッカー部のレベルについていけず挫折を味わい将来は不安定。サッカー自体は好きなため、現在も趣味でフットサルを続けている。友人シゲルの命日を思い出したことで達生と再会。
渡辺義男
演 ‐ 渡辺紘文
工場の現場監督担当。技能実習生のベトナム人二人には強く当たったりするが、自宅にいる時は体の不自由な母親の介護をしてる。
遠山晋一
演 ‐ 河屋秀俊
工場長にして達生の父。
リン
演 ‐ グエン・ティ・ザン
ベトナム出身の技能実習生。
コン
演 ‐ グエン・ティ・バオ
ベトナム出身の技能実習生。
探偵・濱口
演 ‐ 山岡竜弘
デリヘルドライバー・小松
演 ‐ 川瀬陽太
桜井志穂
演 ‐ 古林南
銀行員・麻生
演 ‐ 岡村洋一
- 西尾信也
- 林田麻里
- 高崎二郎
- 清なおみ
- まなこ
- 平岡明純
- 大瀬勇希
- 細谷隆広
- 柴田愛之助

## スタッフ
- 監督：中川究矢
- 脚本：平谷悦郎 中川究矢
- プロデューサー：宮西克典 中川究矢
- 撮影：金碩柱
- 照明：市川高穂
- 録音：横山萌
- 美術：葉佐文香
- スタイリスト：富丸晏菜
- ヘアメイク：桑原里奈
- VFX：東海林毅
- スチール：中野愛子
- カラリスト：大渕友加
- 編集：中川究矢
- サウンドデザイン：中川究矢
- 音楽：吉村和晃
- 主題歌：寺尾紗穂
- 助監督：國谷陽介
- アクションコーディネーター：柴田愛之助
- セカンドユニットディレクター：佐藤周
- セカンドユニット撮影：滝澤智志
- ヘアメイク助手：中原優菜
- 演出応援：滝野弘仁
- 制作担当：天野修敬
- 制作応援：牛丸亮 田原イサヲ
- 助監督見習い：仁藤颯太
- 製作：ファブトーン[6]
- 制作プロダクション：Power Arts Production
- 配給：ムービー・アクト・プロジェクト